# Tamara De Treaux
Tamara De Treaux (California, Estados Unidos, 21 de octubre de 1959-28 de noviembre de 1990) fue una actriz y doble estadounidense de diminuta estatura, quizás mejor recordada por efectuar un movimiento especial de E.T., el extraterrestre, en la secuencia final de la película. Fue la persona dentro del traje de E.T. en las escenas que requerían movimiento, usándose un animatrónico para los planos cercanos.

## Biografía
Nacida como Tamara Detro, fue hija de Barbara Detro. Se graduó en la San Leandro High School de San Leandro, California en 1979. Empezó su carrera artística en los teatros de San Francisco, California y para 1980 formó un grupo musical llamado The Medflies. Al llegar a la edad adulta alcanzó una estatura de 79 centímetros. Cuando Steven Spielberg la escuchó durante un concierto en California, le ofreció la oportunidad de actuar en la película del extraterrestre. 
Falleció el miércoles 28 de noviembre de 1990 a los 31 años de edad en el Medical Center of North Hollywood a causa de problemas respiratorios y del corazón. Le sobreviven su madre, un hermano y una hermana.

## Filmografía
| Año  | Título de la película                        | Personaje interpretado | Notas                                               |
| ---- | -------------------------------------------- | ---------------------- | --------------------------------------------------- |
| 1973 | Don't Be Afraid of the Dark                  | Creature               |                                                     |
| 1982 | E.T., el extraterrestre                      | E. T.                  | Doble ayudante para un movimiento especial de E. T. |
| 1985 | Ghoulies                                     | Greedigut              |                                                     |
| 1990 | Rockula                                      | Bat Dork               |                                                     |
| 1991 | Ted and Venus                                | Park Bench Lover       |                                                     |
| 1991 | Encadenadamente tuya (The Linguini Incident) | Camile                 |                                                     |

## Trivia
- Otros actores que conformaron el equipo de dobles para los movimientos especiales de E. T., fueron:

1. 'Little Pat' Bilon, antiguo funcionario de la oficina del sheriff de Youngstown, Ohio; medía 85,45 centímetros de alto y pesaba 45 kilos de peso quien murió a las pocas semanas de rodar el filme, ayudó a realizar la mayoría de escenas de E. T. caminando, una de ellas fue donde Elliot y Gertie se lo llevan a dar un paseo, cubierto por una sábana.
2. Matthew De Merritt, un muchacho sin piernas que caminó sobre sus manos para realizar la escena de la borrachera de E. T. y del frigorífico.
3. Otros ayudantes menores fueron: Tina Palmer, Nancy MacLean y Pam Ybarra.
- Inspiró el personaje de Cadence Roth en la novela de Armistead Maupin: Maybe The Moon.
- Ostentó el título de "la actriz más pequeña del mundo" registrada en el Libro Guinness de los Récords.